# Lista de campeões mundiais da ROH

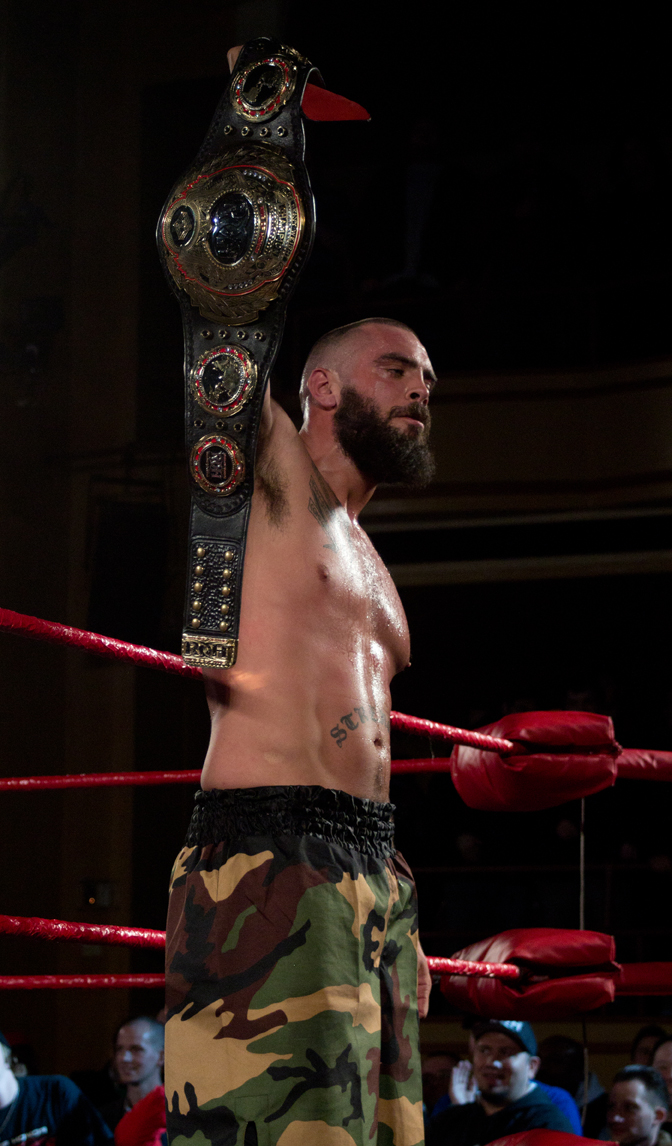
Jay Briscoe, como campeão da ROH em abril de 2013.

O ROH World Championship (em português: Campeonato Mundial da ROH) é um título de luta profissional com direitos pertencentes à Ring of Honor (ROH), e é considerado como o principal título em disputa na empresa. O campeonato foi criado e estreou em 27 de julho de 2002, em um evento chamado ROH Crowning a Champion. Originalmente chamado de ROH Championship, o título foi renomeado com o acréscimo do termo World (Mundial) em maio de 2003, devido ao fato do título começar a ser defendido fora dos Estados Unidos, na ocasião em que o então campeão Samoa Joe derrotou The Zebra Kid em Londres, Inglaterra. Em 12 de agosto de 2006, o ROH World Championship foi unificado com o ROH Pure Championship, após o então campeão Bryan Danielson derrotar o Campeão Pure da ROH Nigel McGuinness em um evento realizado em Liverpool, Inglaterra.
Os reinados do Campeonato Mundial da ROH são determinados com a realização de combates de luta profissional, onde os competidores estão envolvidos em rivalidades com roteiros pré-determinados. As rivalidades são criadas entre os vários competidores, onde utilizam o papel de face (herói) e o de heel (vilão). O campeão inaugural foi
Low Ki, o qual é reconhecido pela ROH após derrotar Christopher Daniels, Spanky, e Doug Williams em uma luta Four Way Iron Man de 60 minutos em 27 de julho de 2002,  no evento Crowning a Champion da ROH.
Até abril de 2023, houve 36 reinados entre 30 lutadores com o título ficando vago duas vezes. Adam Cole detém o recorde de mais reinados, com três. Jay Lethal tem o maior número de defesas, com 41; Kyle O'Reilly tem o menor número de defesas, com 0. Com 645 dias, o reinado de Samoa Joe é o mais longo da história do título; O reinado de Kyle O'Reilly é o mais curto, com 33 dias. Claudio Castagnoli é o atual campeão em seu segundo reinado. Ele derrotou Chris Jericho em 10 de dezembro de 2022 no Final Battle em Arlington, Texas.

## História do título

### Nomes
| Nome                              | Período                                               | Ref   |
| --------------------------------- | ----------------------------------------------------- | ----- |
| ROH Championship                  | julho de 2002 – maio de 2003                          | [ 1 ] |
| ROH World Championship            | maio de 2003 – abril de 2022 abril de 2022 - presente | [ 2 ] |
| Undisputed ROH World Championship | abril de 2022                                         | [ 1 ] |

### Reinados
| Nº | Campeão             | Mudança de campeão      | Mudança de campeão                    | Mudança de campeão                | Estatísticas do reinado | Estatísticas do reinado | Notas | Ref.          |
| Nº | Campeão             | Data                    | Evento                                | Local                             | Reinado                 | Dias                    | Notas | Ref.          |
| -- | ------------------- | ----------------------- | ------------------------------------- | --------------------------------- | ----------------------- | ----------------------- | --- | ------------- |
| 1  | Low Ki              | 27 de julho de 2002     | Crowning a Champion                   | Filadélfia, Pensilvânia           | 1                       | 56                      | |               |
| 2  | Xavier              | 21 de setembro de 2002  | Unscripted                            | Filadélfia, Pensilvânia           | 1                       | 182                     | |               |
| 3  | Samoa Joe           | 22 de março de 2003     | Night of Champions                    | Filadélfia, Pensilvânia           | 1                       | 645                     | Após Joe derrotar The Zebra Kid em 17 de maio de 2003, em Londres, Inglaterra, o ROH Championship foi renomeado para ROH World Championship. | [ 3 ]         |
| 4  | Austin Aries        | 26 de dezembro de 2004  | Final Battle 2004                     | Filadélfia, Pensilvânia           | 1                       | 174                     | |               |
| 5  | CM Punk             | 18 de junho de 2005     | Death Before Dishonor III             | Morristown, Nova Jérsei           | 1                       | 55                      | |               |
| 6  | James Gibson        | 12 de agosto de 2005    | Redemption                            | Dayton, Ohio                      | 1                       | 36                      | Se tornou campeão em uma luta de eliminação que também envolveu Christopher Daniels e Samoa Joe. |               |
| 7  | Bryan Danielson     | 17 de setembro de 2005  | Glory by Honor IV                     | Lake Grove, Estado de Nova Iorque | 1                       | 462                     | Danielson unificou o título com o ROH Pure Championship em 12 de agosto de 2006 após derrotar Nigel McGuinness em Liverpool, Inglaterra. | [ 4 ] [ 5 ]   |
| 8  | Homicide            | 23 de dezembro de 2006  | Final Battle 2006                     | Nova Iorque, Nova Iorque          | 1                       | 56                      | | [ 6 ]         |
| 9  | Takeshi Morishima   | 17 de fevereiro de 2007 | Fifth Year Festival: Philly           | Filadélfia, Pensilvânia           | 1                       | 231                     | | [ 7 ]         |
| 10 | Nigel McGuinness    | 6 de outubro de 2007    | Undeniable                            | Edison, Nova Jérsei               | 1                       | 545                     | | [ 8 ]         |
| 11 | Jerry Lynn          | 3 de março de 2009      | Supercard of Honor IV                 | Houston, Texas                    | 1                       | 71                      | | [ 9 ]         |
| 12 | Austin Aries        | 13 de junho de 2009     | Manhattan Mayhem III                  | Nova Iorque, Nova Iorque          | 2                       | 245                     | Esta foi uma luta de eliminação também envolvendo a Tyler Black. | [ 10 ]        |
| 13 | Tyler Black         | 13 de fevereiro de 2010 | 8th Anniversary Show                  | Nova Iorque, Nova Iorque          | 1                       | 210                     | | [ 11 ]        |
| 14 | Roderick Strong     | 11 de setembro de 2010  | Glory by Honor IX                     | Nova Iorque, Nova Iorque          | 1                       | 189                     | Esta foi uma luta sem desqualificação com Terry Funk como árbitro especial. | [ 12 ] [ 13 ] |
| 15 | Eddie Edwards       | 19 de março de 2011     | Manhattan Mayhem IV                   | Nova Iorque, Nova Iorque          | 1                       | 99                      | Se tornou o primeiro detentor da Tríplice Coroa por parte da ROH | [ 14 ]        |
| 16 | Davey Richards      | 26 de junho de 2011     | Best in the World 2011                | Nova Iorque, Nova Iorque          | 1                       | 321                     | | [ 15 ]        |
| 17 | Kevin Steen         | 12 de maio de 2012      | Border Wars                           | Toronto, Ontário                  | 1                       | 328                     | | [ 16 ]        |
| 18 | Jay Briscoe         | 5 de abril de 2013      | Supercard of Honor VII                | Nova Iorque, Nova Iorque          | 1                       | 89                      | | [ 17 ]        |
| —  | Vago                | 3 de julho de 2013      | —                                     | —                                 | —                       | —                       | Vago por Nigel McGuinness após Jay Briscoe sofrer uma lesão (no enredo) nas gravações de 3 de junho de 2013 do Ring of Honor Wrestling, já que não seria capaz de competir na ROH em um futuro previsível.                                                                   | [ 18 ] [ 19 ] |
| 19 | Adam Cole           | 20 de setembro de 2013  | Death Before Dishonor XI              | Filadélfia, Pensilvânia           | 1                       | 275                     | Derrotou Michael Elgin na final de um torneio de 16 lutadores para ganhar o título que se encontrava vago. | [ 20 ]        |
| 20 | Michael Elgin       | 22 de junho de 2014     | Best in the World 2014                | Nashville, Tennessee              | 1                       | 76                      | |               |
| 21 | Jay Briscoe         | 6 de setembro de 2014   | All Star Extravaganza 6               | Toronto, Ontario                  | 2                       | 286                     | | [ 21 ]        |
| 22 | Jay Lethal          | 19 de junho de 2015     | Best in the World 2015                | Nova Iorque, Nova Iorque          | 1                       | 274                     | Também foi disputado o ROH World Television Championship de Lethal. |               |
| 23 | Adam Cole           | 19 de agosto de 2016    | Death Before Dishonor XIV             | Las Vegas, Nevada                 | 2                       | 105                     | |               |
| 24 | Kyle O'Reilly       | 2 de dezembro de 2016   | Final Battle 2016                     | Nova Iorque, Nova Iorque          | 1                       | 33                      | Foi uma luta sem desqualificação. |               |
| 25 | Adam Cole           | 4 de janeiro de 2017    | NJPW Wrestle Kingdom 11 in Tokyo Dome | Tóquio, Japão                     | 3                       | 65                      | |               |
| 26 | Christopher Daniels | 10 de março de 2017     | Show de 15º aniversário               | Las Vegas, Nevada                 | 1                       | 105                     | | [ 22 ]        |
| 27 | Cody                | 23 de junho de 2017     | Best in the World (2017)              | Lowell, Massachusetts             | 1                       | 175                     | | [ 23 ]        |
| 28 | Dalton Castle       | 15 de dezembro de 2017  | Final Battle                          | Nova Iorque, Nova Iorque          | 1                       | 197                     | | [ 24 ]        |
| 29 | Jay Lethal          | 30 de junho de 2018     | Ring of Honor Wrestling               | Fairfax, Virgínia                 | 2                       | 280                     | Esta foi uma luta four-way, envolvendo também Matt Taven e Cody. Foi ao ar em 23 de julho de 2018. | [ 25 ]        |
| 30 | Matt Taven          | 6 de abril de 2019      | G1 Supercard                          | Nova Iorque, Nova Iorque          | 1                       | 174                     | Esta foi uma luta three-way de escadas, também envolvendo Marty Scurll. | [ 26 ]        |
| 31 | Rush                | 27 de setembro de 2019  | Death Before Dishonor XVII            | Sunrise Manor, Nevada             | 1                       | 77                      | | [ 27 ]        |
| 32 | PCO                 | 13 de dezembro de 2019  | Final Battle                          | Baltimore, Maryland               | 1                       | 78                      | | [ 28 ]        |
| 33 | Rush                | 29 de fevereiro de 2020 | Gateway to Honor                      | St. Charles, Missouri             | 2                       | 498                     | Esta foi uma luta three-way, envolvendo também Mark Haskins. | [ 29 ]        |
| 34 | Bandido             | 11 de julho de 2021     | Best in the World                     | Baltimore, Maryland               | 1                       | 152                     | | [ 30 ]        |
| —  | Vago                | 10 de dezembro de 2021  | —                                     | —                                 | —                       | —                       | O título foi desocupado depois que Bandido testou positivo para COVID-19. | [ 31 ]        |
| 35 | Jonathan Gresham    | 11 de dezembro de 2021  | Final Battle                          | Baltimore, Maryland               | 1                       | 224                     | Derrotou Jay Lethal pelo título vago. O ex-campeão Bandido ainda tinha o cinturão do ROH World Championship, enquanto Gresham ganhou o cinturão original do ROH World Championship. Gresham derrotou Bandido no Supercard of Honor XV para se tornar o campeão indiscutível. | [ 32 ] [ 33 ] |
| 36 | Claudio Castagnoli  | 23 de julho de 2022     | Death Before Dishonor                 | Lowell, Massachusetts             | 1                       | 60                      | | [ 34 ]        |
| 37 | Chris Jericho       | 21 de setembro de 2022  | Dynamite: Grand Slam                  | Flushing, Nova Iorque             | 1                       | 80                      | Esse era um evento da All Elite Wrestling. | [ 35 ]        |
| 38 | Claudio Castagnoli  | 10 de dezembro de 2022  | Final Battle                          | Arlington, Texas                  | 2                       | 825+                    | | [ 36 ]        |

## Reinados combinados

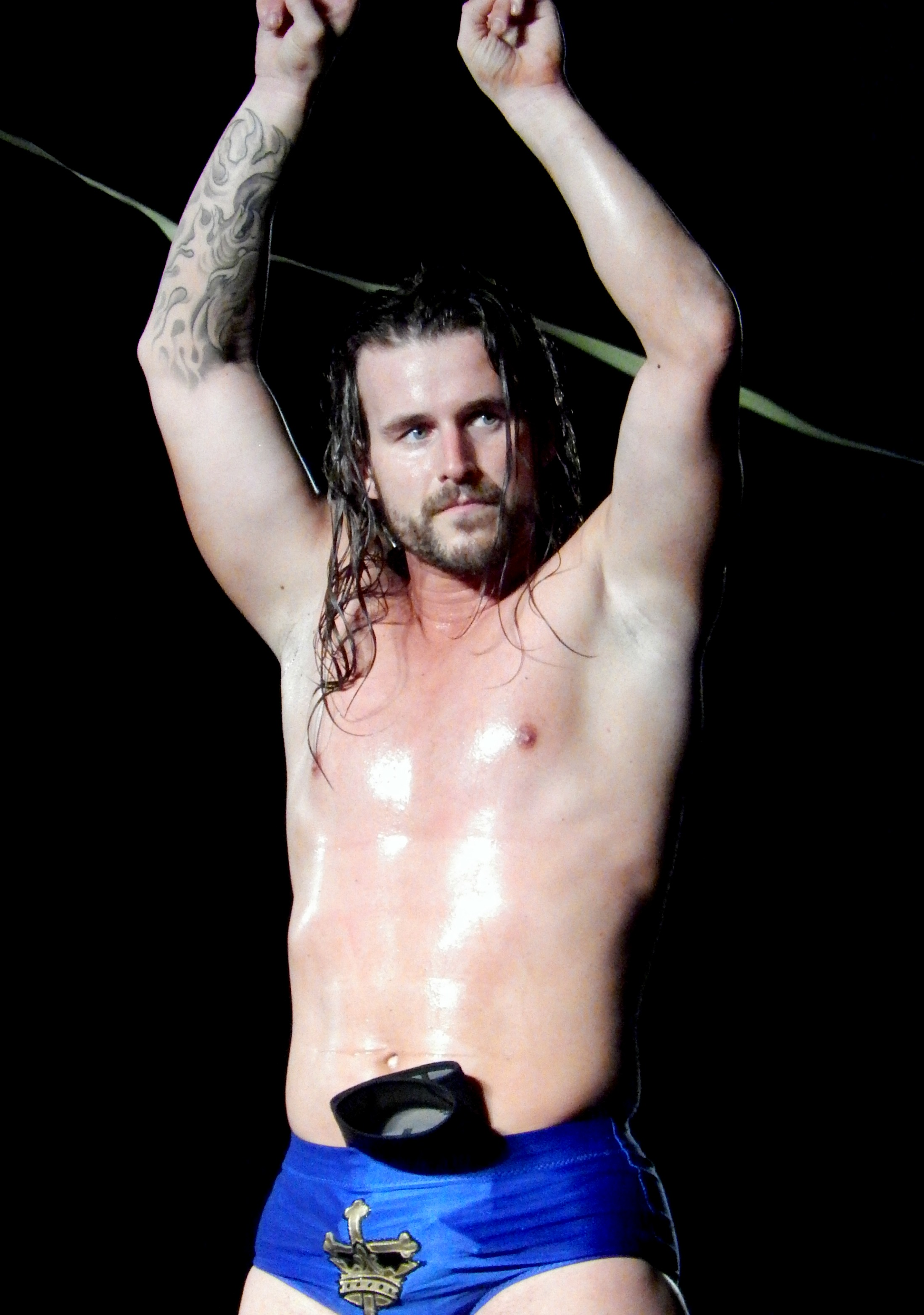
Adam Cole, único lutador a conquistar o título três vezes.

|  | Indica os atual campeão |

| #  | Lutador             | N° de reinados | Dias combinados |
| -- | ------------------- | -------------- | --------------- |
| 1  | Jay Lethal          | 2              | 707             |
| 2  | Samoa Joe           | 1              | 645             |
| 3  | Rush                | 2              | 575             |
| 4  | Nigel McGuinness    | 1              | 545             |
| 5  | Bryan Danielson     | 1              | 462             |
| 6  | Adam Cole           | 3              | 445             |
| 7  | Austin Aries        | 2              | 419             |
| 8  | Jay Briscoe         | 2              | 375             |
| 9  | Kevin Steen         | 1              | 328             |
| 10 | Davey Richards      | 1              | 321             |
| 11 | Takeshi Morishima   | 1              | 231             |
| 12 | Jonathan Gresham    | 1              | 224             |
| 13 | Tyler Black         | 1              | 210             |
| 14 | Claudio Castagnoli  | 2              | 885+            |
| 15 | Dalton Castle       | 1              | 197             |
| 16 | Roderick Strong     | 1              | 189             |
| 17 | Xavier              | 1              | 182             |
| 18 | Cody                | 1              | 175             |
| 19 | Matt Taven          | 1              | 174             |
| 20 | Bandido             | 1              | 152             |
| 21 | Christopher Daniels | 1              | 105             |
| 22 | Eddie Edwards       | 1              | 99              |
| 23 | Chris Jericho       | 1              | 80              |
| 24 | PCO                 | 1              | 78              |
| 25 | Michael Elgin       | 1              | 76              |
| 26 | Jerry Lynn          | 1              | 71              |
| 27 | Homicide            | 1              | 56              |
| 27 | Low Ki              | 1              | 56              |
| 29 | CM Punk             | 1              | 55              |
| 30 | James Gibson        | 1              | 36              |
| 31 | Kyle O'Reilly       | 1              | 33              |